# Іскра (залізничний роз'їзд, Черепановський район)
Іскра (рос. Искра) — залізничний роз'їзд у Черепановському районі Новосибірської області Російської Федерації.
Входить до складу муніципального утворення Іскровська сільрада. Населення становить 4 особи (2010).

## Історія
Згідно із законом від 2 червня 2004 року органом місцевого самоврядування є Іскровська сільрада.

## Населення
| 2002 | 2007 | 2010 |
| ---- | ---- | ---- |
| 9    | ↘8   | ↘4   |